# 王正 (射击运动员)
王正（1979年4月28日—），江苏人，中國射擊運動員。

## 生涯
王正於1995年入江苏省队並開始學習雙多向飞碟射擊運動，6年後入選國家隊，成為國家隊的成員之一。
入選國家隊後的首年，奪取了九運會的男子双多向金牌，2002年奪得了首個國際賽冠軍：亚洲锦标赛男子双多向个人以及团体冠军。1年後分別在印度和意大利得到兩個分站的第六名(印度分站賽、意大利決賽)。
2004年，王正在雅典测试赛贏得了亚军，亞洲錦標賽个人季軍，到了雅典奧運的男子飞碟双多向中，王正以178分的总成绩奪得了一面铜牌，金牌得主為阿聯酋選手。由於王正是以「外卡」邀請參賽，奪得了銅牌教人意外。現時王正的目標是北京奧運。